# Protocole d'information de programme et de système

De multiples programmes MPEG multiples sont combinés puis envoyés à une antenne d'émission. Un récepteur ATSC décode alors le TS et l'affiche.

Le Protocole d'information de programme et de système (PSIP, anglais : Program and System Information Protocol) est le protocole utilisé dans le système de télévision numérique ATSC pour transporter les métadonnées sur chaque canal dans le flux de transport MPEG d'une station de télévision et de publier des informations sur les programmes de télévision afin que les téléspectateurs puissent choisir quoi suivre par titre et description d'un programme.